# پرمیسلوویتسه
پرمیسلوویتسه (به چکی: Přemyslovice) یک ناحیه در جمهوری چک است که در ناحیه پروستییوو واقع شده‌است. پرمیسلوویتسه ۱۸٫۰۴ کیلومتر مربع مساحت و ۱٬۲۹۹ نفر جمعیت دارد و ۳۹۵ متر بالاتر از سطح دریا واقع شده‌است.